# Odrga
Odrga este o localitate din comuna Trebnje, Slovenia, cu o populație de 165 de locuitori.